# Azambuja (freguesia)
Azambuja es una freguesia portuguesa del concelho de Azambuja, con 83,45 km² de superficie y 6.914 habitantes (2001). Su densidad de población es de 82,9 hab/km².